# Freixo (Río)
Freixo es una aldea situada en la parroquia de Castrelo, del municipio español de Río, en la provincia de Orense, Galicia.

## Demografía
| Gráfica de evolución demográfica de Freixo entre 2000 y 2023 |
|                                                              |
| Datos según el nomenclátor publicado por el INE.             |